# Schizotricha variabilis
Schizotricha variabilis is een hydroïdpoliep uit de familie Halopterididae. De poliep komt uit het geslacht Schizotricha. Schizotricha variabilis werd in 1899 voor het eerst wetenschappelijk beschreven door Bonnevie. 